# John Wick
John Wick ist ein US-amerikanischer Neo-Noir-Action-Spielfilm aus dem Jahr 2014 und der erste Teil der John-Wick-Filmreihe. Regie führten Chad Stahelski und David Leitch, wobei Leitch als Produzent aufgeführt wird, weil die Directors Guild of America nur die Nennung eines Regisseurs pro Werk erlaubt. Die beiden hatten zuvor mit Hauptdarsteller Keanu Reeves als Stuntdoubles bei der Matrix-Trilogie zusammengearbeitet. Das Drehbuch stammt von Derek Kolstad.
In Deutschland startete der Film am 29. Januar 2015. In der deutschsprachigen Schweiz war der Kinostart am 12. Februar 2015.

## Handlung
Der ehemalige Auftragskiller John Wick hat gerade seine Frau Helen verloren, die an einer ungenannten Krankheit verstorben ist. Posthum erhält er von ihr am Tag der Bestattung einen Beagle-Welpen als Geschenk, zusammen mit einem Brief, in dem sie ihm mitteilt, dass sie ihm den Welpen namens Daisy hinterlässt, damit er mit seinem Verlust fertigwerden und wieder etwas lieben kann.
John fährt am nächsten Tag mit seinem Ford Mustang aus, um Hundefutter zu besorgen. An einer Tankstelle begegnet er drei russischen Gangmitgliedern. Deren Anführer Iosef bewundert Johns Auto und möchte es kaufen. John lehnt jedoch ab und fährt weg. Die drei Russen folgen ihm nach Hause, brechen in der Nacht bei ihm ein und schlagen John brutal zusammen. Hilflos muss er miterleben, wie sie Daisy misshandeln, bevor er bewusstlos geschlagen wird. Als er am nächsten Morgen aufwacht, ist Daisy, die sich schwer verletzt zu ihm geschleppt hat, tot und sein Ford Mustang gestohlen.
Am folgenden Tag bringt Iosef den Wagen in die Werkstatt von Aurelio, der unter anderem auf neue Fahrzeugidentitäten für gestohlene Wagen spezialisiert ist. Aurelio erkennt, wessen Auto ihm Iosef gebracht hat, und weigert sich, dem Wagen eine neue Fahrgestellnummer zu geben. Bei der darauffolgenden Diskussion schlägt Aurelio Iosef nieder und schickt ihn trotz dessen Drohungen fort. John besucht Aurelio später und fragt nach seinem Auto. Aurelio erklärt ihm, dass der Wagen bei ihm war und dass es Iosef, der Sohn von Viggo Tarassow, dem Anführer eines russischen Kriminellensyndikats, war, der den Mustang gestohlen hat.
Viggo fordert eine Erklärung von Aurelio, weshalb dieser seinen Sohn geschlagen hat. Nachdem er erfahren hat, was in der Nacht vorgefallen ist, stellt er Iosef zur Rede. Dieser begreift nicht, was er angerichtet hat. Viggo erklärt Iosef, dass John Wick früher für ihn als Killer gearbeitet hat. Sie gaben ihm damals den Übernamen Babaj („Der Schwarze Mann“), obwohl er nicht einfach der schwarze Mann sei, sondern vielmehr der Mann, den man rufe, wenn man den schwarzen Mann töten wolle. John habe als Profikiller aufgehört, als er sich in eine Frau verliebt habe. Um Viggos Dienste in Frieden verlassen zu können, habe er Viggo zuvor geholfen, die Herrschaft über die Syndikate zu übernehmen, indem er binnen eines Tages eine eigentlich „unmögliche Mission“ im Alleingang erledigte: Auf dem von John damals angerichteten Massaker basiere bis heute Viggos Machtposition.
Viggo möchte seinen Sohn vor Johns Rache beschützen und sucht das Gespräch mit John, allerdings vergeblich. Daraufhin beauftragt Viggo seinen Consigliere Avi, einige seiner Männer zu John nach Hause zu schicken, um diesen zu eliminieren. John, der zuvor seine versteckten Waffen und Goldvorräte ausgegraben hat, schaltet Viggos Männer jedoch ohne größere Probleme aus. Den Tatort lässt er von einem befreundeten Tatortreiniger bearbeiten und alle Spuren beseitigen.
Viggo setzt daraufhin ein Kopfgeld in Höhe von zwei Millionen Dollar auf John aus und bietet diese Summe auch Marcus an, einem Vietnamveteranen und Johns Mentor. Marcus geht scheinbar darauf ein. John checkt derweil im Continental-Hotel ein. Dort halten sich in erster Linie Profikiller auf, und es gilt die Regel, dass keine Aufträge innerhalb des Continental ausgeführt werden dürfen. In dem Hotel trifft John auf Frau Perkins, eine ehemalige Komplizin und Auftragskillerin. Als Viggo von Johns Aufenthaltsort erfährt, verdoppelt er das Kopfgeld für den Fall, dass jemand bereit ist, diese Regel zu brechen. Unterdessen erfährt John von Winston, dem Besitzer des Hotels, wo sich Viggos Sohn aufhält.
John fährt zu dem Club, in dem sich Iosef amüsiert, bedroht Francis, der den Zugang bewacht, und tötet Iosefs Freund Wiktor sowie den größten Teil der Sicherheitsleute. John wird jedoch von Kirill – einem der Bodyguards – aufgehalten und schwer verletzt. Iosef kann durch den Trubel in der Diskothek entkommen.
John kehrt ins Continental zurück, um seine Wunden vom Bereitschaftsarzt des Hotels versorgen zu lassen. Marcus, der John mit einem Scharfschützengewehr im Visier hat, und den Auftrag nur zum Schein angenommen hatte, schießt neben Johns Gesicht auf das Kissen, um ihn zu wecken. Frau Perkins hat sich in Johns Zimmer geschlichen, um ihn im Schlaf zu töten. John kann Perkins überwältigen und erfährt von ihr das Versteck von Viggos Geld in einer orthodoxen Kirche. Während er sich auf den Weg dorthin macht, lässt er Perkins bei Harry, einem weiteren Gast des Hotels. Er soll sie bewachen und später freilassen. Doch sie kann sich unbemerkt befreien und tötet Harry.
In der Kirche verbrennt John Viggos Geld und dort gelagerte Datenträger, die unbezahlbare Dokumente enthalten, mit denen Viggo mächtige Leute in der Hand hat. Viggo und seine Männer kommen zur Kirche und können John nach einer längeren Schießerei vor dem Gotteshaus überwältigen. Viggo versucht, John dazu zu überreden, als Profikiller zu ihm zurückzukehren, schließlich gehe es nur um ein gestohlenes Auto und einen getöteten Hund. Doch als John sich weigert, verlässt Viggo die Kirche und weist Kirill und seine Männer an, John zu töten. Marcus schaltet allerdings einen von Kirills Männern mit einem Gewehr mit Zielfernrohr aus der Entfernung aus, so dass sich John befreien und Kirill töten kann. John verfolgt sofort das Auto mit Viggo, tötet dessen Leibwächter und bedroht Viggo mit der Waffe. Daraufhin, um seinem eigenen Tod zu entgehen, verrät Viggo, wo sich das Safehouse in Brooklyn befindet, in dem sich Iosef versteckt hält. John Wick fährt dorthin und liefert sich einen Kampf mit den Leibwächtern. Die Fahrzeuge, mit denen Iosef flüchten könnte, jagt er in die Luft. Schließlich stellt er Viggos Sohn und erschießt ihn.
Perkins berichtet Viggo unterdessen vom Kontakt zwischen John und Marcus, den sie beobachtet hat. Viggo und seine Leute lauern Marcus vor dessen Wohnung auf, foltern ihn dort und Viggo tötet ihn schließlich. Viggo teilt John mit, dass er Marcus umgebracht hat, und versucht, ihn zu sich nach Hause zu locken, wo ihn Perkins erwarten soll. Sie wird jedoch von Winston abgefangen und als Strafe für den Verstoß gegen die Regeln des Continental hingerichtet. Winston kontaktiert John und sagt ihm, wo er Viggo finden kann. Dieser will im Hafengelände mit einem Hubschrauber aus der Stadt fliehen.
Beim Aufeinandertreffen kommt es zum finalen Kampf zwischen Viggo und John. Avi soll John erledigen, schafft es jedoch nicht und wird getötet. Viggo drängt mit seinem SUV Johns Auto ab, das über eine Kaimauer stürzt. John kann sich jedoch rechtzeitig aus dem Auto befreien. Viggo fordert John zu einem Kampf ohne Waffen heraus und dieser wirft seine Pistole weg. Als jedoch Viggo gegenüber John im Faustkampf ins Hintertreffen gerät, zückt er plötzlich ein Messer. John wird durch einen Messerstich schwer verwundet, kann sich jedoch in den Besitz des Messers bringen und Viggo niederstechen. Sterbend verabschiedet sich Viggo von John. Als John danach mit Viggos SUV gegen eine Mauer fährt, steigt er aus und sieht sich wieder ein Video von sich und seiner Frau Helen aus glücklicheren Tagen auf dem Handy an. Er bricht in eine Tierklinik ein und verarztet dort seine Wunden. Dann befreit er einen Pit-Bull-Welpen aus seinem Käfig und nimmt ihn mit auf den Weg nach Hause, vorbei an der Stelle, wo er sein letztes Zusammentreffen mit Helen hatte.

## Produktion

### Musik
Die Musik zu John Wick wurde von Tyler Bates und Joel J. Richard komponiert. Man hört im Film aber auch zusätzliche Musikstücke wie Marilyn Mansons Killing Strangers sowie Get Money von T-Bo and Bengie B. John Wick: Original Motion Picture Soundtrack wurde am 21. Oktober 2014 als Download und am 27. Oktober 2014 auch auf CD veröffentlicht. Neben dem Score von Bates und Richard enthält der Soundtrack Musik von Künstlern wie beispielsweise Ciscandra Nostalghia, The Candy Shop Boys und M86 & Susie Q.

### Synchronisation
Die deutsche Synchronisation übernahm RC Production Kunze & Wunder. Timmo Niesner führte Regie und schrieb das Dialogbuch.
| Rolle          | Darsteller         | Synchronsprecher     |
| -------------- | ------------------ | -------------------- |
| John Wick      | Keanu Reeves       | Benjamin Völz        |
| Viggo Tarassow | Mikael Nyqvist     | Lutz Schnell         |
| Iosef Tarassow | Alfie Allen        | Nico Sablik          |
| Marcus         | Willem Dafoe       | Reiner Schöne        |
| Avi            | Dean Winters       | Peter Flechtner      |
| Frau Perkins   | Adrianne Palicki   | Marie-Isabel Walke   |
| Helen Wick     | Bridget Moynahan   | Claudia Gáldy        |
| Aurelio        | John Leguizamo     | Nico Mamone          |
| Winston Scott  | Ian McShane        | Klaus-Dieter Klebsch |
| Addy           | Bridget Regan      | Maria Koschny        |
| Charon         | Lance Reddick      | Leon Boden           |
| Harry          | Clarke Peters      | Oliver Stritzel      |
| Francis        | Kevin Nash         | Gerald Paradies      |
| Wiktor         | Toby Leonard Moore | Martin Kautz         |
| Kirill         | Daniel Bernhardt   | Frank Schaff         |

## Einflüsse
Laut Regisseur Stahelski dienten Filme wie Zwei glorreiche Halunken, Point Blank, Vier im roten Kreis und The Killer als Vorlage für John Wick. Insbesondere das Riesenausmaß an unerzählter Hintergrundgeschichte wie in Zwei glorreiche Halunken sieht man so auch in John Wick wieder. Filme wie die Vengeance-Trilogie von Park Chan-wook beeinflussten den Film, was die minimalistische Komposition und grafische Arbeit betrifft. Drehbuchautor Kolstad hingegen nennt Alistair MacLean und Stephen King als Einflüsse. In der Weltkreation bezieht er sich auf MacLean, bei King darauf, wozu die Hauptfigur fähig ist. Weiter werden Sergio Leone, Akira Kurosawa, Steve McQueen und weitere cinematische Einflüsse der 1960er und 1970er Jahre genannt.

## Kritiken
John Wick hat größtenteils positive Kritiken erhalten. Auf Rotten Tomatoes hat der Film eine durchschnittliche Wertung von 86 %. Der Konsens der Seite ist: „Stilvoll, spannend und schwindelerregend kinetisch, dient John Wick als befriedigende Rückkehr ins Action-Genre für Keanu Reeves und könnte, wie es aussieht, der erste Teil eines Franchise sein.“ Auf Metacritic erzielte der Film 68 von 100 Punkten und wurde als „im Allgemeinen positiv“ aufgefasst.
Der Filmdienst sah einen „harte[n], chromblitzende[n] Rachethriller, der unter seiner stylischen Fassade erhebliche erzählerische Löcher kaschiert und den ,Look‘ des Hauptdarstellers sowie schier unmögliche Gewaltgewitter über jede Wahrscheinlichkeit stellt.“ Carsten Baumgardt bewertete John Wick auf Filmstarts mit 4 von 5 Sternen und schrieb, dass der Film „zwar eine bescheidene Story“ habe, jedoch „optisch so innovativ und so furios inszeniert“ sei, „dass Actionfans diese infernalische Gewaltorgie auf keinen Fall verpassen sollten“. Keanu Reeves mache eine „blendende Figur“ und sei „perfekt besetzt als titelgebender ehemaliger Mafia-Killer auf blutigem Rachefeldzug“. Außerdem sehe der Film „einfach fantastisch aus“ und verbreite durch den „fast schon klinische[n] stahlblaue[n] Look“ Eiseskälte.
Weniger begeistert zeigte sich Kai Mihm von epd Film. Er vergab lediglich 2 von 5 Sternen und kritisierte, dass sich bei den Actionszenen nicht der gewünschte Kinospaß einstelle. Trotz souveräner Choreographie werde man nicht „gepackt, weil sich alles irgendwie zu reibungslos und mechanisch“ abspule. Trotz der guten Idee kritisierte er die Darstellung der Gangster-Welt als New Yorker Parallelwelt, „da dieses Universum nicht rau und lebendig, sondern albern gekünstelt“ wirke. Auch die Charaktere erhalten wenig Tiefe, „Schauspieler wie Ian McShane und Willem Dafoe bekommen nichts zu tun, Michael Nyqvist wird zur Witzfigur degradiert.“

## Fortsetzungen, Prequel-Miniserie und Spin-Off
Laut den beiden Regisseuren bestand von Anfang an die Möglichkeit, Fortsetzungen zu machen. Auch aus der Vertriebsgesellschaft Lionsgate wurde bekannt, dass John Wick als Franchise mit mehreren Filmen entwickelt wird.
Im Oktober 2015 begannen die Dreharbeiten zum zweiten Teil. Die Besetzung von John Wick: Kapitel 2 besteht neben Keanu Reeves unter anderem aus Bridget Moynahan, Ian McShane und John Leguizamo aus dem ersten Teil; neu dazu kommen beispielsweise Ruby Rose und Peter Stormare.
Der US-Kinostart des dritten Teils, John Wick: Kapitel 3, wurde auf den 17. Mai 2019 terminiert. Neben Keanu Reeves und vielen Charakteren der vorherigen Filme sind dieses Mal Halle Berry, Anjelica Huston, Mark Dacascos und Asia Kate Dillon neu dabei.
Der vierte Teil der Reihe kam 2023 in die Kinos. Regie führte wieder Chad Stahelski. Neben der Hauptbesetzung Keanu Reeves, Ian McShane und Lance Reddick sind diesmal die Kampfkünstler Donnie Yen, Marko Zaror, Hiroyuki Sanada und Scott Adkins dabei. Ebenfalls 2023 wurde die Prequel-Miniserie The Continental ausgestrahlt. Im Mai 2025 wurde das Spin-Off From the World of John Wick: Ballerina veröffentlicht.

## Nachwirkung
Im Onlinespiel Payday 2 wurde die Figur John Wick aufgrund eines Werbedeals zwischen Overkill Software, Lionsgate und Thunder Road Pictures am 21. Oktober 2014 als spielbarer Charakter mitsamt seiner typischen Waffe und seiner Sonnenbrille als tragbare Maske eingeführt. Am 20. Oktober 2016 wurde eine nach John Wick benannte Spielerweiterung für das Onlinespiel implementiert. Sie enthielt John Wicks Pistole, eine Maschinenpistole und ein Scharfschützengewehr.
Darüber hinaus ist basierend auf dem Charakter John Wick ein Meme als Internetphänomen entstanden, das zumeist ein Standfoto Wicks während des Ladens seiner Pistole zeigt. Dieses Meme wird als Reaktion auf Inhalte angewendet, die beispielsweise das Ärgern, Verletzen oder Stehlen von Hunden und Welpen thematisieren.